# 哈利德·布拉鲁兹
哈利德·布拉鲁兹（荷蘭語：Khalid Boulahrouz，1981年12月28日—）是一名帶有摩洛哥血統的前荷蘭職業職業足球員，司職中堅，曾為荷蘭國家足球隊成員。

## 球員生涯
漢堡
布拉鲁兹曾於2004年轉會德國的漢堡，效力該德甲球會兩季間，保拉路斯與雲拜頓組成穩固的後防，最終二人均被豪門球隊收購：雲拜頓轉投德甲勁旅拜仁慕尼黑，保拉路斯則加盟英超強隊車路士。
車路士
2006年夏天，布拉鲁兹以600萬英鎊轉投車路士，並身穿9號球衣。保拉路斯能夠擔任後防線上任何一個位置，他在車路士較多擔任右後防一職，之候他在英超出场13场，他的经常失误令車路士频频失分，令車路士达入争标时刻该拿的分都拿不到，例如对阿仙奴英超36轮，車路士最重要的一场，只要車路士赢球就有都有机会争标，但是他一个无謂的犯规令阿仙奴得到一個十二碼，儘管艾辛頭球扳平，但都無補於事事，車路士因此衛冕失敗。外界人为他是「水货」，之后给車路士租借他到西維爾。
史特加
2008年7月21日車路士同意出售布拉鲁兹到，取代離隊的的中堅位置。
士砵亭
2012年7月18日，布拉鲁兹与士砵亭签订了一份为期两年的合同。他为俱乐部在联赛中出场11次，2013年9月3日，他的合同被终止了。

## 外部連結
- Interview with Boulahrouz
- Autograph Khalid Boulahrouz
- Khalid Boulahrouz Fanpage